# Neophlepsius denticulatus
Neophlepsius denticulatus är en insektsart som beskrevs av Keti Maria Rocha Zanol 1998. Neophlepsius denticulatus ingår i släktet Neophlepsius och familjen dvärgstritar. Inga underarter finns listade i Catalogue of Life.